# Incelerius
Incelerius, auch Eikelerius († nach dem 29. Mai 1299) war ein Weihbischof, der in mehreren Bistümern wirkte, darunter Würzburg, Bamberg und Naumburg.
Incelerius war ein Augustinereremit. Er ist als Weihbischof in folgenden Bistümern nachweisbar:
- Konstanz: 1275
- 1276 weihte er das Kloster Berau
- Würzburg: 1277 bis 1299
- Mainz: 1279, 1289, 1296
- Bamberg: 1280 bis 1297
- Naumburg: 1286 bis 1294
- Merseburg 1289, 1291
- Cammin: 1292 (Indulgenzbrief für das Zisterzienserinnenkloster Bernstein)[1]
- Halberstadt 1293

Als Titularbistum wurde ihm Budua zugeordnet. Sein Grab befand sich im Franziskanerkloster Bamberg, der ihm zugeschriebene Grabstein, der keine Inschriften trägt, wurde 1859 dem Bayerischen Nationalmuseum übergeben.